# Olaus Mynster
Niels Olaus Mynster (25. juni 1858 i Vordingborg – 25. juni 1923 i København) var en dansk arkitekt og murermester.
Hans forældre var adjunkt, senere sognepræst og provst Ole Frederik Hieronymus Mynster og Louise Sophie Marie født Rüdinger. Mynster blev født i Vordingborg, hvor faderen dengang var lærer ved realskolen. Han tilbragte sin tidlige barndom i Vendsyssel, gik i skole i Randers og blev efter sin konfirmation sat i murerlære i Odense. Fra denne bys tekniske skole dimitteredes han til Kunstakademiet og gennemgik dets skoler fra oktober 1880 til den 27. maj 1885, da han fik afgangsbevis som arkitekt.
Han var derefter konduktør under J.E. Gnudtzmann, og foretog i 1886 en udenlandsrejse med det formål for øje at gå over i håndværket, hvorfor han også efter hjemkomsten tog borgerskab 1887 som murermester og slutter sig således til kredsen af de håndværkere, der ved en fyldig kunstnerisk uddannelse med større nytte arbejdede hånd i hånd med kunstnerne. Som murermester har han medvirket ved flere større bygninger af betydning, således Magasin du Nord, Københavns Rådhus (sammen med H.O. Rasmussen) og Centralpostbygningen.
Mynster har selv tegnet husene Åboulevard 48 i røde mursten med hjørnekarnapper med præg af italiensk renæssance (både vinduer og tag nu ændret) samt Bårse Præstegård, begge opført 1888. 
Han blev gift 6. juni 1889 i København med Ellen Mette Christine Oxelberg (11. juni 1865 i København - ?), datter af snedkermester Ferdinand Daniel Gotlieb Oxelberg og Anna Hansen. 
Han er begravet på Assistens Kirkegård.